# Pseudostomella koreana
Pseudostomella koreana is een buikharige uit de familie Thaumastodermatidae. Het dier komt uit het geslacht Pseudostomella. Pseudostomella koreana werd in 2002 voor het eerst wetenschappelijk beschreven door Lee & Chang. 